# Моріс Жолі
Моріс Жолі (фр. Maurice Joly; 22 вересня 1829, Лонс-ле-Соньє — 15 липня 1878, Париж) — французький адвокат і публіцист, відомий як автор памфлету Dialogue aux enfers entre Machiavel et Montesquieu («Розмови Макіавеллі і Монтеск'є в царстві мертвих»), спрямованого проти політичного режиму Наполеона III.

## Життя та творчість
Багато відомостей про життя Моріса Жолі містяться в автобіографії «Моріс Жолі, його життя і його програма», написаній ним у листопаді 1870 року під час 10-денного тюремного ув'язнення в Консьєржері, а також в книзі Анрі Роллена «Апокаліпсис нашого часу» і в передмовах до видання книг Жолі «Плебісцит» і «Цезар» 1996 р.
Жолі пише, що він народився в сім'ї француза й італійки. Його батько був членом законодавчих зборів департаменту Жура, а дід по материнській лінії — скарбником Корсики і генеральним секретарем військово-морського міністерства в Неаполі. Почав вивчати юриспруденцію в Діжоні, але 1849 року перервав навчання і переїхав у Париж, де працював десять років в різних міністерствах на незначних посадах. 1859 року Жолі закінчив навчання і був прийнятий в паризьку колегію адвокатів.
1862 року за порадою Жуля Греві Жолі почав складати літературні портрети знаменитих адвокатів, наживаючи собі ворогів серед «колег по цеху». 1863 року Жолі опублікував роботу «Паризька колегія адвокатів», що принесла автору популярність. Потім були «Принципи '89» — книга з критикою конституції 1852 року і сатиричний памфлет під назвою «Політична економіка Жури».

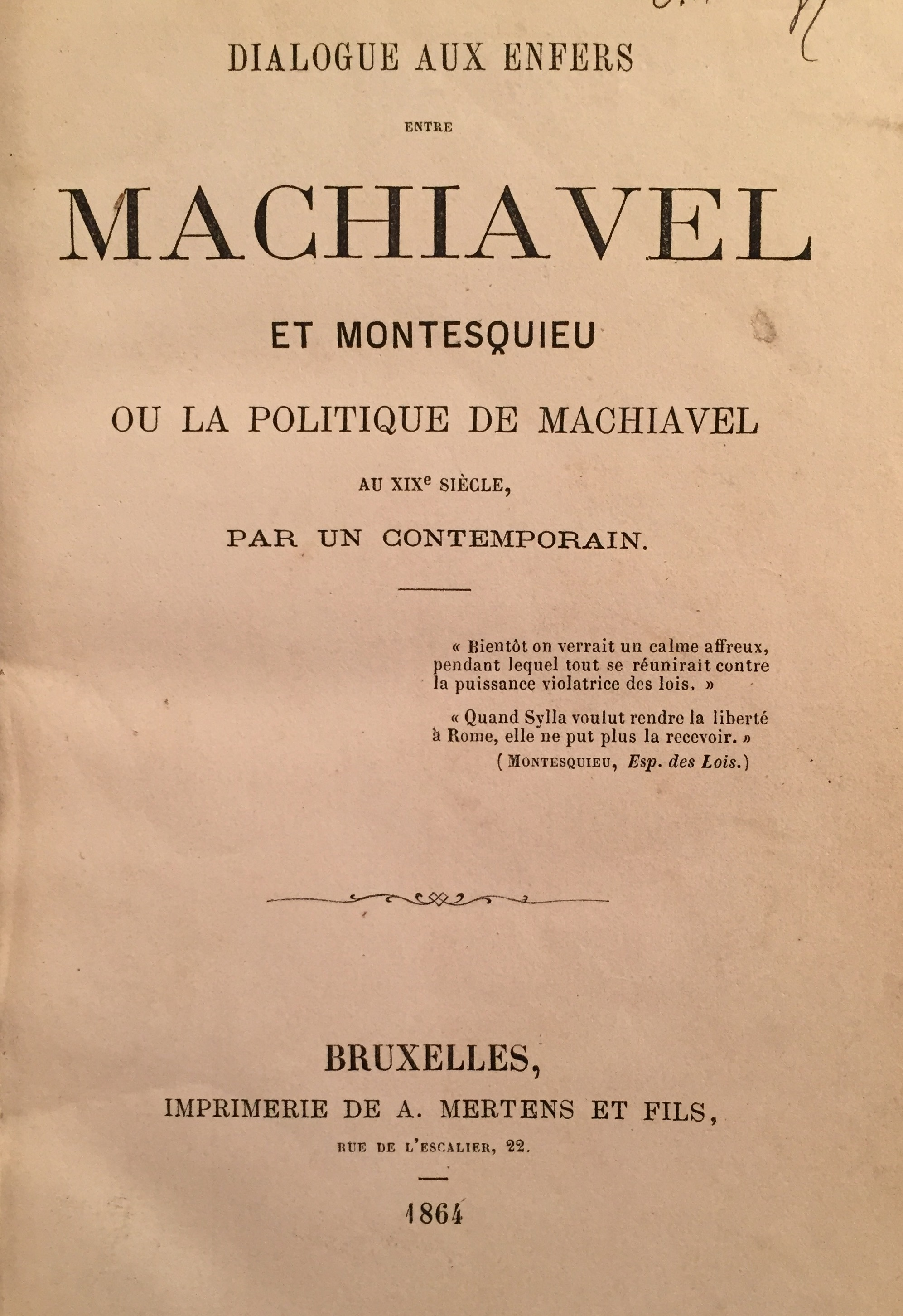
Dialogue aux enfers, 1864

1864 року Жолі написав «Розмови Макіавеллі і Монтеск'є в царстві мертвих», які стали пізніше знаменитими. За твердженням автора, ідея написати політичну сатиру на ненависний йому режим Луї-Наполеона у вигляді діалогу небіжчиків прийшла йому в голову під час прогулянки по берегу Сени, під враженням «Бесід про торгівлю зерном» абата Ґаліані. Крім того, літературна форма розмови в царстві мертвих була популярна у Франції з часів Фонтенеля. За допомогою цього прийому Жолі розраховував обійти заборону на відкриту критику уряду.
У книзі 25 діалогів. Яскравий представник епохи Просвітництва благородний барон де Монтеск'є відстоює позиції помірного правління і дотримання прав особистості, а флорентійський політик Середньовіччя підступний Макіавеллі береться довести своєму співрозмовнику, що управляти людьми можна тільки силою і хитрістю, і що деспотія — це потреба сучасного суспільства. «Макіавеллі: Ти пишеш в „Дусі законів“, що законодавець повинен узгоджуватися з народним духом, так як найкраще ми робимо те, що робимо вільно й у згоді з нашим природним генієм, і ти гадаєш це аксіомою. Так ось, мені не знадобиться і двадцяти років, щоб зломити дух самого непокірного європейського народу і занурити його в таку ж деспотію, в якій перебувають народи Азії.» Співрозмовники б'ються об заклад. Перемагає Макіавеллі, який крок за кроком описує ті дії, які зробив Наполеон III для встановлення деспотії у Франції. Остання репліка в діалозі належить Монтеск'є: «Господь Всевишній, що ти допустив!..».
Закінчивши рукопис, Жолі після повернення в Париж зробив спробував видати, представивши «Розмови» як перекладений з англійської мови твір якогось Макферсона (натяк на автора знаменитої літературної підробки «Поеми Оссіана» Джеймса Макферсона). Однак видавець відмовився друкувати книгу, помітивши, що Макіавеллі в ній дуже схожий на Наполеона III. В кінці 1864 року «Розмови» були опубліковані в Брюсселі видавництвом Мертінс і сини від імені «сучасника» без зазначення імені автора. Однак при спробі перетину франко-бельгійського кордону 16 березня 1865 р. вантаж з книгами був захоплений поліцією, а у Моріса Жолі, в його паризькій квартирі, пройшов обшук. 28 квітня 1865 року Моріс Жолі був засуджений корекційним трибуналом (без присяжних) до 15-місячного тюремного ув'язнення і штрафу в 200 франків «за розпалювання ненависті і зневаги до уряду Імперії». Після відхилення апеляції 2 червня 1865 року і касації 19 січня 1866 року, Жолі відбував свій термін у в'язниці Святої Пелагії з 14 лютого 1866 року.
Після звільнення Жолі перебував під наглядом влади, але продовжував спроби вести громадську і політичну діяльність. Заснований Жолі журнал «Le Palais» закрився після скандалу і дуелі з одним із засновників. Випадковим чином виявився замішаний в спробу повалення Уряду народної оборони 31 жовтня 1870 р. за що був підданий позбавлення волі строком на 10 днів у в'язниці Консьержери. Всупереч усталеній суспільній думці, Моріс Жолі не брав участі в Паризькій Комуні 1871 року (його плутають з Мішелем Жолі, національним гвардійцем і членом мерії 1-го округу Парижа). В кінці свого життєвого шляху Моріс Жолі вступив в масонську ложу La Clémente amitié. Жолі домагався популярності. Однак ім'я його залишалося невідомим і газети не хотіли мати з ним справу. У жовтні 1877 року під час передвиборчої кампанії Жолі організував «незалежний комітет» і затіяв аферу з підробленими підписами на користь кандидата Даґен. Цей Даґен балотувався в Законодавчий корпус проти Жюля Греві від департаменту Жура. Афера була розкрита співробітниками газети Le XIXe Siècle. Жолі подав до суду на Le XIXe Siècle і ще 10 газет за те, що вони відмовилися публікувати його роз'яснення з приводу інциденту з «незалежним комітетом». Жолі програв суд проти газет. Після цієї історії рада Паризької колегії адвокатів запропонував Морісу Жолі подати у відставку, щоб не ганьбити корпорацію. 2 липня Моріс Жолі подав заяву про вихід з Колегії.
Моріс Жолі застрелився з револьвера 7 липня 1878 р. Його тіло було виявлено в понеділок 15 липня 1878 року в квартирі на третьому поверсі за адресою Набережна Вольтера 5, в Парижі.

## Посмертна слава
Слава прийшла до Моріса Жолі багато пізніше, загадковим і несподіваним чином. На початку XX сторіччя його «Розмови в царстві мертвих» були використані в царській Росії для виготовлення літературної фальшивки — сумнозвісних «Протоколів сіонських мудреців». Плагіат був викритий кореспондентом газети «Таймс» Філіпом Грейвсом (1921), а потім ґрунтовно доведений в ході Бернського процесу (1934—1935) і пізнішим текстологічним дослідженням Чезаре Де Мікеліс (2004).
Італійський письменник Умберто Еко стверджує, що Жолі, в свою чергу, запозичив не менше 7 сторінок тексту «Розмов» з книги Ежена Сю «Таємниці народу» («Mysteres du Peuple», 1849—1857) . Жолі також є персонажем роману Еко «Празький цвинтар».
2015 року в Лонс-ле-Соньє, рідному місті Моріса Жолі, з'явилася вулиця, названа його ім'ям (Rue Maurice Joly).

## Список творів
- 1863: Le Barreau de Paris, études politiques et littéraires. [Архівовано 4 липня 2020 у Wayback Machine.] Paris, Gosselin [Архівовано 4 липня 2020 у Wayback Machine.].
- 1863: Les Principes de 89 par Maurice Joly, avocat. [Архівовано 21 січня 2021 у Wayback Machine.] Paris, E. Dentu [Архівовано 21 січня 2021 у Wayback Machine.].
- 1864: Dialogue aux enfers entre Machiavel et Montesquieu ou [Архівовано 22 грудня 2021 у Wayback Machine.] la politique de Machiavel au XIXe siècle . [Архівовано 22 грудня 2021 у Wayback Machine.] Bruxelles, A. Mertens et fils [Архівовано 22 грудня 2021 у Wayback Machine.].
- [Моріс Жолі. Розмови Макіавеллі і Монтеск'є в царстві мертвих. — Сан-Франциско, 2016 року; — 190 с.]
- 1865: César, Paris, Martin-Beaupré frères.
- 1868: Recherches sur l'art de parvenir. [Архівовано 4 липня 2020 у Wayback Machine.] Paris, Amyot [Архівовано 4 липня 2020 у Wayback Machine.].
- 1870: Maurice Joly, son passé, son programme, par lui-même. [Архівовано 26 листопада 2020 у Wayback Machine.] Paris, Lacroix, Verbɶckhoven et Co [Архівовано 26 листопада 2020 у Wayback Machine.].
- 1872: Le Tiers-Parti républicain. [Архівовано 6 липня 2020 у Wayback Machine.] Paris, E. Dentu [Архівовано 6 липня 2020 у Wayback Machine.].
- 1876: Les Affamés, étude de mœurs contemporains. [Архівовано 4 липня 2020 у Wayback Machine.] Paris, E. Dentu [Архівовано 4 липня 2020 у Wayback Machine.].